# 克罗斯陶
克罗斯陶（德語：Crostau，發音：[ˈkʁɔstaʊ]，發音：[ˈkʁʊstawa] ⓘ）是德国萨克森州包岑县曾经的一个市镇，面积9.32平方千米，人口为人。2011年1月1日，克罗斯陶与市镇希尔吉斯瓦尔德和基尔绍合并为新市镇希尔吉斯瓦尔德-基尔绍。